# Discografia di Alessia Cara
La discografia di Alessia Cara, cantautrice canadese, comprende tre album in studio, tre EP e 20 singoli, di cui cinque in collaborazione con altri artisti.

## Album in studio
| Anno                                                                                 | Titolo | Classifiche | Classifiche | Classifiche | Classifiche | Classifiche | Classifiche | Classifiche | Classifiche | Classifiche | Classifiche | Certificazioni                                         |
| Anno                                                                                 | Titolo | CAN         | AUS         | FRA         | GER         | IRE         | NLD         | NZL         | SWI         | UK          | USA         | Certificazioni                                         |
| ------------------------------------------------------------------------------------ | --- | ----------- | ----------- | ----------- | ----------- | ----------- | ----------- | ----------- | ----------- | ----------- | ----------- | ------------------------------------------------------ |
| 2015                                                                                 | Know-It-All - Pubblicato: 13 novembre 2015 - Etichetta: Def Jam Recordings, EP Entertainment - Formati: CD, LP, download digitale, streaming          | 8           | 16          | 120         | 99          | 52          | 34          | 26          | 50          | 14          | 9           | - CAN: Platino - AUS: Oro - UK: Argento - USA: Platino |
| 2018                                                                                 | The Pains of Growing - Pubblicato: 30 novembre 2018 - Etichetta: Def Jam Recordings, EP Entertainment - Formati: CD, LP, download digitale, streaming | 21          | 76          | —           | —           | —           | 78          | —           | —           | —           | 71          |                                                        |
| 2021                                                                                 | In the Meantime - Pubblicato: 24 settembre 2021 - Etichetta: Def Jam Recordings, EP Entertainment - Formati: CD, LP, download digitale, streaming     | 83          | —           | —           | —           | —           | —           | —           | —           | —           | —           |                                                        |
| "—" indica che l'opera non è stata pubblicata o non si è classificata in quel paese. | |             |             |             |             |             |             |             |             |             |             |                                                        |

## Extended play
| Anno                                                                                 | Titolo | Classifiche | Classifiche | Classifiche |
| Anno                                                                                 | Titolo | CAN         | NZL         | USA         |
| ------------------------------------------------------------------------------------ | --- | ----------- | ----------- | ----------- |
| 2015                                                                                 | Four Pink Walls - Pubblicato: 28 agosto 2015 - Etichetta: Def Jam Recordings, EP Entertainment - Formati: CD, download digitale                | 11          | 21          | 31          |
| 2019                                                                                 | This Summer - Pubblicato: 6 settembre 2019 - Etichetta: Def Jam Recordings, Universal Music Canada - Formati: CD, download digitale, streaming | 52          | —           | —           |
| 2020                                                                                 | This Summer: Live off the Floor - Pubblicato: 17 luglio 2020 - Etichetta: Def Jam Recordings - Formati: LP, download digitale, streaming       | —           | —           | —           |
| "—" indica che l'opera non è stata pubblicata o non si è classificata in quel paese. | |             |             |             |

## Singoli

### Come artista principale
| Anno                                                                                 | Titolo                         | Classifiche | Classifiche | Classifiche | Classifiche | Classifiche | Classifiche | Classifiche | Classifiche | Classifiche | Classifiche | Album di provenienza                                        |
| Anno                                                                                 | Titolo                         | CAN         | AUS         | FRA         | GER         | IRE         | NLD         | NZL         | SWI         | UK          | USA         | Album di provenienza                                        |
| ------------------------------------------------------------------------------------ | ------------------------------ | ----------- | ----------- | ----------- | ----------- | ----------- | ----------- | ----------- | ----------- | ----------- | ----------- | ----------------------------------------------------------- |
| 2015                                                                                 | Here                           | 19          | 12          | 21          | 59          | 71          | 26          | 15          | 44          | 28          | 5           | Know-It-All                                                 |
| 2016                                                                                 | Wild Things                    | 14          | 25          | —           | 76          | 66          | 58          | 12          | 51          | 63          | 50          | Know-It-All                                                 |
| 2016                                                                                 | Scars to Your Beautiful        | 14          | 8           | —           | 19          | 39          | 30          | 15          | 18          | 55          | 8           | Know-It-All                                                 |
| 2016                                                                                 | How Far I'll Go                | 46          | 15          | —           | 53          | 26          | 26          | 3           | 66          | 49          | 56          | Moana: Original Motion Picture Soundtrack                   |
| 2017                                                                                 | Stay (con Zedd)                | 9           | 3           | 38          | 13          | 8           | 11          | 9           | 16          | 8           | 7           | Everything, Everything (Original Motion Picture Soundtrack) |
| 2018                                                                                 | Growing Pains                  | 36          | 87          | —           | —           | —           | —           | —           | —           | —           | 65          | The Pains of Growing                                        |
| 2018                                                                                 | Trust My Lonely                | 55          | —           | —           | —           | —           | —           | —           | —           | —           | —           | The Pains of Growing                                        |
| 2019                                                                                 | Out of Love                    | 62          | —           | —           | —           | —           | —           | —           | —           | —           | —           | The Pains of Growing                                        |
| 2019                                                                                 | Ready                          | —           | —           | —           | —           | —           | —           | —           | —           | —           | —           | This Summer                                                 |
| 2019                                                                                 | Rooting for You                | 47          | —           | —           | —           | —           | —           | —           | —           | —           | —           | This Summer                                                 |
| 2019                                                                                 | Okay, Okay                     | —           | —           | —           | —           | —           | —           | —           | —           | —           | —           | This Summer                                                 |
| 2019                                                                                 | October                        | —           | —           | —           | —           | —           | —           | —           | —           | —           | —           | This Summer                                                 |
| 2019                                                                                 | Another Place (con i Bastille) | —           | —           | —           | —           | —           | —           | —           | —           | —           | —           | Doom Days                                                   |
| 2019                                                                                 | Make It to Christmas           | 89          | —           | —           | —           | —           | —           | —           | —           | —           | —           | /                                                           |
| 2020                                                                                 | I Choose                       | —           | —           | —           | —           | —           | —           | —           | —           | —           | —           | The Willoughbys (Music from the Netflix Film)               |
| "—" indica che l'opera non è stata pubblicata o non si è classificata in quel paese. |                                |             |             |             |             |             |             |             |             |             |             |                                                             |

### Come artista ospite
| Anno                                                                                 | Titolo                                                        | Classifiche | Classifiche | Classifiche | Classifiche | Classifiche | Classifiche | Classifiche | Classifiche | Classifiche | Classifiche | Album di provenienza  |
| Anno                                                                                 | Titolo                                                        | CAN         | AUS         | FRA         | GER         | IRE         | NLD         | NZL         | SWI         | UK          | USA         | Album di provenienza  |
| ------------------------------------------------------------------------------------ | ------------------------------------------------------------- | ----------- | ----------- | ----------- | ----------- | ----------- | ----------- | ----------- | ----------- | ----------- | ----------- | --------------------- |
| 2016                                                                                 | Wild (Remix) (Troye Sivan feat. Alessia Cara)                 | —           | 26          | —           | —           | —           | —           | —           | —           | —           | 104         | Blue Neighbourhood    |
| 2017                                                                                 | 1-800-273-8255 (Logic feat. Khalid e Alessia Cara)            | 6           | 5           | 99          | 45          | 9           | 23          | 6           | 50          | 9           | 3           | Everybody             |
| 2019                                                                                 | Let Me Down Slowly (Remix) (Alec Benjamin feat. Alessia Cara) | —           | —           | —           | —           | —           | —           | —           | —           | —           | 79          | /                     |
| 2019                                                                                 | Querer mejor (Juanes feat. Alessia Cara)                      | —           | —           | —           | —           | —           | —           | —           | —           | —           | —           | Más futuro que pasado |
| 2020                                                                                 | Welcome Back (Ali Gatie feat. Alessia Cara)                   | 84          | —           | —           | —           | —           | —           | —           | —           | —           | —           | /                     |
| 2020                                                                                 | Hell and High Water (Major Lazer feat. Alessia Cara)          | —           | —           | —           | —           | —           | —           | —           | —           | —           | —           | Music Is the Weapon   |
| "—" indica che l'opera non è stata pubblicata o non si è classificata in quel paese. |                                                               |             |             |             |             |             |             |             |             |             |             |                       |